# Steve O’Rourke
Steve O’Rourke (ur. 1 października 1940 w Londynie, zm. 30 października 2003 w Miami) – brytyjski menedżer muzyczny i kierowca wyścigowy, menadżer zespołu Pink Floyd.
Steve O’Rourke był menedżerem Pink Floyd, po odejściu Syda Barretta, aż do śmierci. Nick Mason napisał w swojej książce (Moje wspomnienia), że Steve był bardzo wymagający. O’Rourke wraz z Masonem i Davidem Gilmourem wziął udział w wielu wyścigach samochodowych, m.in. w 24-godzinnym wyścigu Le Mans w 1979 roku. Steve O’Rourke, chciał „wystąpić” na jakimś albumie Pink Floyd. Jego marzenie spełniło się w 1994 roku, kiedy jego rozmowa telefoniczna z pasierbem Gilmoura kończy utwór „High Hopes”, a tym samym album The Division Bell.
O’Rourke zmarł w wieku 63 lat, na atak serca w Miami na Florydzie. Na pogrzebie byli obecni trzej członkowie Pink Floyd – David Gilmour, Nick Mason oraz Rick Wright. Podczas ceremonii pożegnalnej muzycy wraz z Dickiem Parrym wykonali dwa utwory – „Fat Old Sun” oraz „The Great Gig in the Sky”.